# 中国人民解放军陆军工程大学军械士官学校
中国人民解放军陆军工程大学军械士官学校，位于湖北省武汉市，是中国人民解放军陆军工程大学培养军械士官、技术兵的学校，隶属中国人民解放军陆军工程大学。

## 沿革
- 1985年8月5日，16所院校40余种专业由培养军事干部转为培养士官[2]。1986年2月，士官培养加入全军院校培训任务规划。

- 1986年3月，武汉军区后勤部军械修理工训练大队，分出组建中国人民解放军军械工程学院军械士官训练大队，隶属中国人民解放军军械工程学院。1986年9月，全军试办士官学校、开设士官班[3][4]

- 1992年8月，军械工程学院军械士官训练大队分出，组建中国人民解放军武汉军械士官学校。1992年12月1日，武汉军械士官学校正式成立。设枪械、地炮、高炮、电站、雷达、指挥仪、光学、弹药、导弹、机械加工等专业。

- 2015年底，在深化国防和军队改革中，该校由中国人民解放军总装备部转隶中国人民解放军陆军[5]。

- 2017年，以原中国人民解放军理工大学、中国人民解放军军械工程学院主体为基础，组建中国人民解放军陆军工程大学，武汉军械士官学校改建为中国人民解放军陆军工程大学军械士官学校[6]。

## 历任领导
| 校长 1. 向伟湘（2016年7月前—） | 政治委员 1. 万启武（2014年8月前—） |